# SV Zeist in het seizoen 1959/60
Het seizoen 1959/1960 was het vijfde jaar in het bestaan van de Zeistse betaaldvoetbalclub Zeist. De club kwam uit in de Tweede divisie B en eindigde daarin op de achtste plaats.

## Wedstrijdstatistieken

### Tweede divisie B
|       | Be Quick | Enschedese Boys | Heerenveen | Hilversum | Oldenzaal | PEC   | Rheden | Tubantia | Velocitas | Velox | Zwartemeer | Zwolsche Boys |
| ----- | -------- | --------------- | ---------- | --------- | --------- | ----- | ------ | -------- | --------- | ----- | ---------- | ------------- |
| Thuis | 2 – 5    | 2 – 0           | 1 – 0      | 2 – 1     | 0 – 2     | 2 – 2 | 2 – 2  | 2 – 1    | 1 – 1     | 1 – 3 | 2 – 1      | 0 – 0         |
| Uit   | 0 – 0    | 1 – 0           | 1 – 1      | 1 – 1     | 3 – 0     | 4 – 1 | 1 – 2  | 3 – 1    | 7 – 1     | 1 – 4 | 2 – 4      | 3 – 0         |

## Statistieken Zeist 1959/1960

### Eindstand Zeist in de Nederlandse Tweede divisie B 1959 / 1960
| Stand | Gespeeld | Gewonnen | Gelijk | Verloren | Punten | Doelpunten voor | Doelpunten tegen |
| ----- | -------- | -------- | ------ | -------- | ------ | --------------- | ---------------- |
| 8e    | 24       | 8        | 7      | 9        | 23     | 32              | 45               |

### Topscorers
| Competitie \| # \| Naam \| \| \| ------ \| -------------------------- \| -- \| \| 1. \| Gijs van Wieringen \| 12 \| \| 2. \| Ron Rademakers \| 6 \| \| 3. \| Guus van Maarschalkerweerd \| 3 \| \| 4. \| Evert van de Eshof \| 2 \| \| 4. \| Wim van de Flier \| 2 \| \| 4. \| Piet de Jongh \| 2 \| \| 4. \| Leo Rademakers \| 2 \| \| 8. \| Jan van Delft \| 1 \| \| 8. \| Henk Olthof \| 1 \| \| 8. \| Tonny Wijkmans \| 1 \| \| Totaal \| Totaal \| 32 \| |                            |      |
| # | Naam                       | Goal |
| 1. | Gijs van Wieringen         | 12   |
| 2. | Ron Rademakers             | 6    |
| 3. | Guus van Maarschalkerweerd | 3    |
| 4. | Evert van de Eshof         | 2    |
| 4. | Wim van de Flier           | 2    |
| 4. | Piet de Jongh              | 2    |
| 4. | Leo Rademakers             | 2    |
| 8. | Jan van Delft              | 1    |
| 8. | Henk Olthof                | 1    |
| 8. | Tonny Wijkmans             | 1    |
| Totaal | Totaal                     | 32   |